# Aragona (Italia)
Aragona (Raona in siciliano) è un comune italiano di 8 691 abitanti, del libero consorzio comunale di Agrigento in Sicilia.
Nota soprattutto per le maccalube, il suo territorio comunale registra il più alto tasso di emigrazione d'Italia.

## Geografia fisica

### Territorio
Aragona si trova sulle pendici orientali del monte Belvedere, a 428 m s.l.m..

## Storia

### Fondazione

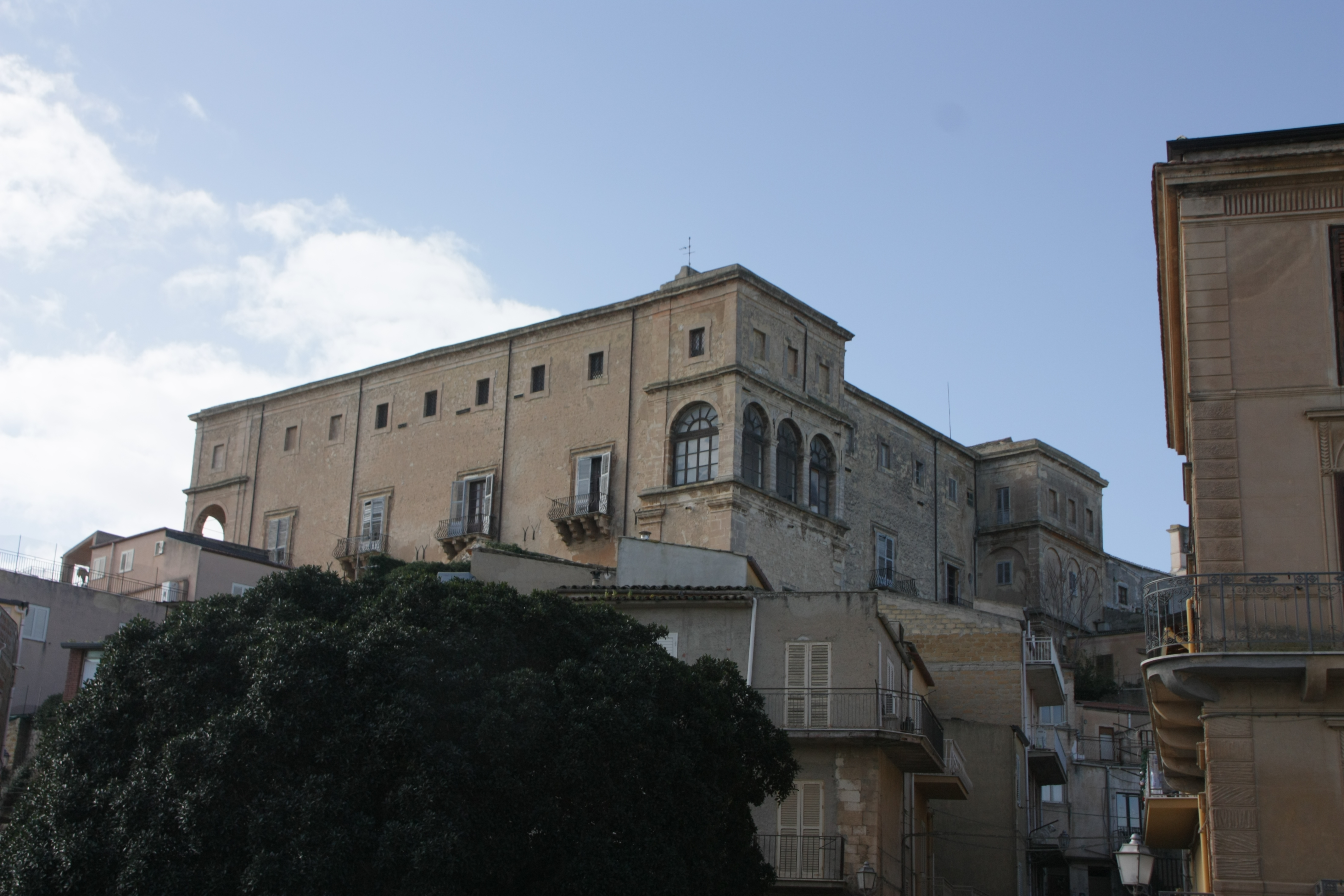
Edificio Opera Pia

Il 2 agosto del 1604, si aprì a Messina il 49° Parlamento Generale straordinario, presieduto dal viceré spagnolo Don Lorenzo Suarez de Figueroa e Cordoba. In occasione di questo Parlamento, il giovane conte del Comiso, don Baldassare III Naselli, presentò la domanda di fondazione di un nuovo villaggio da fabbricarsi nel suo feudo di Diesi. Il 6 settembre dello stesso anno la domanda del conte Naselli finiva sul tavolo del viceré Lorenzo Suarez, il quale ordinava che si facessero accertamenti sul merito. Fu come porre la prima pietra della fondazione del nuovo villaggio, che sarà chiamato come la madre del fondatore donna Beatrice Aragona Branciforti. Così con la "licentia populandi" il 6 gennaio 1606 grazie a Baldassare III Naselli nasceva Aragona.
I Naselli governarono il paese di Aragona sino al 1812, anno in cui fu abolito il feudalesimo. Di seguito si indicano i membri della famiglia che ressero il feudo di Diesi e poi la terra d'Aragona:
- Baldassare I Naselli: conte di Comiso, fu lui ad acquisire il feudo di Diesi. Dimorò a lungo ad Agrigento e trascorse gli ultimi anni a Comiso.
- Gaspare I Naselli: figlio primogenito di Baldassare I, si trovò impigliato nelle avventure paterne fino al collo, tanto da espatriare addirittura fuori d'Italia per sfuggire alla vendetta di alcuni nemici. Finì i suoi giorni a Comiso.
- Gaspare II Naselli detto "Il Conte Rosso": figlio di Baldassare II sposò Beatrice Aragona Branciforti di Castelvetrano.

### Il borgo
- Baldassare III Naselli: figlio di Gaspare, fu lui ad avviare la costruzione di un nuovo borgo nel feudo di Diesi chiamandolo Aragona in onore della madre e della prestigiosa casata reale. Morì in giovane età di malaria insieme a due dei suoi figli maschi lasciando come unico erede il figlio Luigi.
- Luigi I Naselli: visse quasi tutta la sua esistenza a Palermo dove riuscì ad ottenere il titolo di Principe di Aragona. Ammalato, vedovo e anziano si stabilì a Sciacca dove morì.
- Baldassare IV Naselli: figlio di Luigi, dopo aver ricoperto importanti cariche civili e militari ed essersi distinto nella difesa dell'Isola dalle incursioni saracene e francesi, decise di trasferirsi ad Aragona dove visse fino alla morte. Qui avviò la costruzione del grande palazzo feudale e del reticolo di collegamenti sotterranei ancora da disvelare. Favorì inoltre l'arrivo in paese dei padri Mercedari e dei Cappuccini, finanziando la costruzione dei rispettivi conventi e delle chiese. Dopo aver ceduto la signoria su tutti i possessi della famiglia al figlio Luigi (1702), prese i voti religiosi e si ritirò a vivere presso il convento dei Frati Cappuccini dove morì nel 1710. Ricordato come "il padre dei poveri", il principe è stato sepolto ai piedi dell'altare maggiore della Chiesa cappuccina di San Giuseppe (oggi parrocchia di San Francesco d'Assisi). I suoi resti si trovano attualmente presso il cimitero comunale di Aragona dove sono stati provvisoriamente traslati durante i lavori di ricostruzione dell'antica Chiesa in attesa di essere ritumulati nel luogo originario.
- Baldassare V Naselli: nato nel palazzo locale, fu il personaggio più prestigioso della famiglia. Dopo essere stato nominato Presidente del Consiglio di Sicilia si trasferì prima alla corte di Napoli e poi a Parigi, dove visse ospite del re di Francia. In quel periodo il paese contava oltre 6 000 abitanti.

### Età moderna
- Baldassare VII Naselli è stato l'ultimo membro della famiglia ad essere titolare di poteri civili sulla comunità aragonese in ragione dell'abolizione della feudalità nel 1812. Alla sua morte, avvenuta senza eredi diretti ad Aragona nel 1863, il titolo di principe passò alla sorella Marianna Naselli, sposa di Nicolò Burgio, e da questa al figlio Luigi.
- Luigi Burgio Naselli: sacerdote, fu l'ultimo erede diretto della famiglia Naselli con i titoli di duca di Villafiorita, principe di Aragona e di Poggioreale, conte di Comiso e marchese di Gibellina. Dopo aver passato i primi anni a Palermo, si trasferì poi ad Aragona dove chiamò intorno a sé le Figlie della Carità di San Vincenzo di Paola che presero ad occuparsi dei numerosi poveri e orfani presenti in paese. Nel 1877, dopo il fallimento delle miniere di zolfo, diede i suoi beni ancora alle Suore di carità di S. Vincenzo de' Paoli.

Alla sua morte, avvenuta ad Aragona il 28 settembre del 1889 il Palazzo di famiglia confluì nel patrimonio dell'Istituto Principe di Aragona, che per oltre un secolo, sotto la guida delle Figlie della Carità, si occuperà della cura dei minori. A lui si deve con ogni probabilità l'incarico all'architetto palermitano Giovan Battista Palazzotto per la creazione dell'attuale cappella (1874). Lo spazio sacro è composto da due ambienti adiacenti entrambi neoclassici, entrambi sono dotati di mensa eucaristica. Un monumento funebre neoclassico dedicatogli dall'erede si trova nel vano di ingresso alle cappelle, dedicatogli dall'erede Antonio Burgio Brancaccio.
Dal 1900 circa un gruppo di miniere di zolfo site nel territorio di Aragona in contrada Mintini si consorziarono fra di loro in modo da formare un complesso industriale. Fra queste alchemico quella della famiglia Pirandello.

### Simboli
Lo stemma adottato dal Comune di Aragona è stato disegnato a partire dal blasone della famiglia Naselli, dal quale si differenzia per alcuni dettagli: la presenza di quattro anziché tre sfere, la loro collocazione all'interno della fascia centrale anziché nella parte inferiore dello scudo e la conseguente rappresentazione per intero del leone che, nello stemma originario della famiglia feudataria, era soltanto "nascente" dalla fascia.
(R.D. del 24 agosto 1928, RR.LL.PP. del 21 gennaio 1929)
Il gonfalone, concesso con regio decreto del 19 ottobre 1933, è costituito da un drappo di azzurro.

## Monumenti e luoghi d'interesse

### Architetture religiose
- Duomo di Nostra Signora dei Tre Re Magi
- Chiesa del Santissimo Crocifisso, presso il tempio è attestata la "Confraternita del Santissimo Crocifisso"
- Chiesa della Beata Vergine Maria del Santissimo Rosario di Pompei
- Chiesa della Beata Vergine Maria del Carmelo
- Chiesa della Beata Vergine Maria della Mercede
- Chiesa di San Giuseppe Artigiano
- Chiesa del Sacro Cuore di Gesù
- Chiesa di San Francesco d'Assisi
- Chiesa della Madonna della Provvidenza
- Chiesa della Madonna del Rosario
- Chiesa del Purgatorio

### Architetture civili
- Palazzo Principi Naselli, sede del Municipio e Opera Pia
- Torre del Salto d'Angiò

### Riserve naturali
- Macalube

## Società

### Evoluzione demografica
Abitanti censiti

### Popolazione straniera residente
Secondo i dati ISTAT al 31 dicembre 2023 i cittadini stranieri residenti ad Aragona erano 394. Le nazionalità maggiormente rappresentate erano:
- Romania: 172
- Marocco: 108
- Gambia: 22
- Tunisia: 19
- Senegal: 10

### Tradizioni e folclore

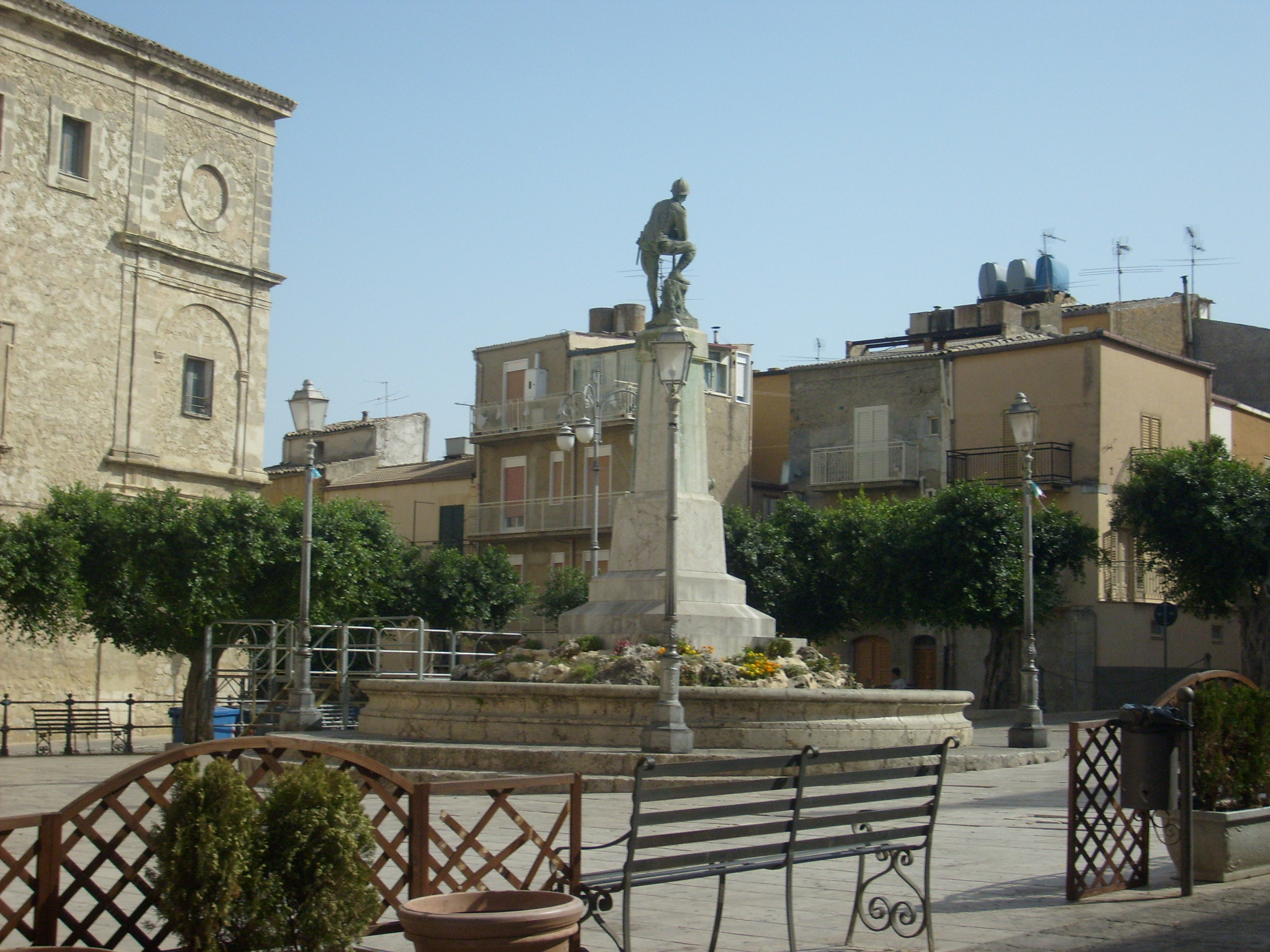
La piazza Umberto I.

Gennaio: si festeggia Sant'Antonio Abate, con riscoperta alle antiche tradizioni, benedizione degli animali, degustazioni di prodotti tipici nel quartiere della "Furca Vò", e la conclusiva cavalcata.
Febbraio: Carnevale Aragonese, con sfilata di carri allegorici.
Marzo: si festeggia San Giuseppe Artigiano, con la processione del Santo per le vie del paese, i giochi pirotecnici e la tradizionale Tavulata.
Marzo/aprile: Settimana Santa Aragonese. Le celebrazioni iniziano la Domenica delle Palme con la benedizione e il corteo nelle parrocchie. Il giovedì nella Chiesa del Carmine ha luogo la "deposizione del Cristo dalla Croce" e poi per tutta la notte la veglia e visita ai sepolcri. Il venerdì santo le celebrazioni iniziano la mattina con la processione del Nazareno e dell'Addolorata verso il Calvario dove, alle ore 12,00 in punto, avviene la Crocifissione del Cristo. Intorno alle ore 20,00 un'urna adornata da 4 angeli e da una palma intrecciata con all'interno il Cristo morto, muove in processione per le vie del centro storico, accompagnata dalle statue dell'Addolorata, di San Giovanni e di Maria Maddalena, dalla banda musicale e da centinaia di fedeli.
La processione termina intorno alla mezzanotte con la sepoltura che ha luogo sulla piazza antistante la Chiesa della Madonna del Carmine. Durante il Sabato Santo viene cucinato il tagano, piatto tipico della tradizione aragonese.
Momento centrale delle manifestazioni pasquali è però la domenica di Pasqua quando a mezzogiorno ha luogo il cosiddetto "Incontro dei Giganti", rappresentazione che avviene utilizzando le statue del Risorto e della Vergine nonché quelle spagnoleggianti di San Pietro e San Paolo.
Le manifestazioni proseguono nelle due domeniche successive quando la statua della Madonna del Rosario viene portata in processione per le vie del paese accompagnata sempre dai Santi Pietro e Paolo. La seconda domenica di Pasqua avviene la Sagra del Tagano.

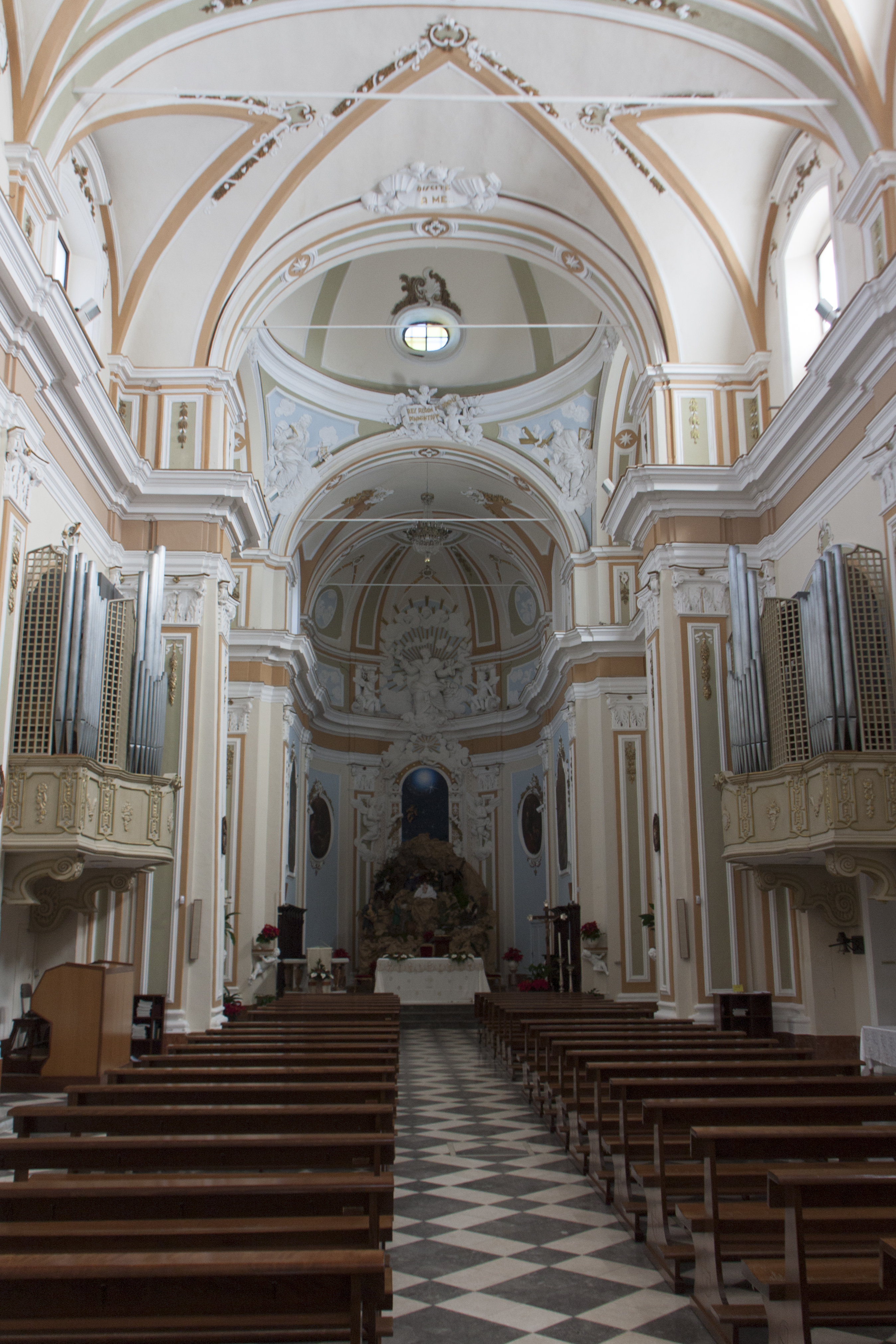
Chiesa Madre.

Maggio: si festeggia la Madonna di Fatima, incoronata Regina di Aragona il 13 maggio 1950 dal cardinal Ruffini. La Madonna viene venerata per tutto il mese di maggio all'interno della Chiesa Madre dove i fedeli si recano a portare fiori e a sostare in preghiera. Il 13 maggio avviene la processione del venerato simulacro della Madonna di Fatima per le vie della città, e al rientro vengono esplosi i giochi pirotecnici. Legati ai festeggiamenti vi sono il "Meeting del Folklore dei bambini" e la "Rassegna corale Mariana".
Maggio/giugno: si festeggia il Corpus Domini, con la processione Eucaristica per le vie della città.
Luglio/agosto: Estate Aragonese, con arte, musica, teatro e le "Notti Bianche"
Agosto: la prima domenica viene festeggiata la Madonna della Mercede anticipata da una novena con la recita del SS. Rosario in dialetto strettamente aragonese e il canto "Salve Regina". La domenica conclusiva intorno alle ore 18,00 viene celebrata la Santa Messa con la benedizione degli emigranti, al termine si svolge la Processione della Madonna della Mercede per le vie della città, e al rientro vengono esplosi i giochi pirotecnici. La terza domenica viene invece festeggiato San Giovanni Bosco, con la processione Eucaristica per le vie della contrada "Serre" e i giochi pirotecnici.
Settembre: la prima domenica viene festeggiata Santa Rosalia con la processione della statua per le vie dell'omonima contrada e i giochi pirotecnici. Il secondo sabato avviene la tradizionale Sagra della salsiccia, tramandata di anno in anno; dal 2007 la Sagra viene svolta presso le vie del centro storico del Paese, rievocando la vecchia tradizione. La salsiccia viene arrostita dai macellai aragonesi presso dei caratteristici stand dislocati lungo le vie. La seconda domenica viene invece festeggiato "San Vincenzo Ferreri" che è la festa più importante del paese, spettacoli canori e di cabaret, la fiera del bestiame, la processione del Santo e i giochi pirotecnici che concludono l'Estate Aragonese.
Ottobre: giorno 4 viene festeggiato San Francesco d'Assisi, con la novena, la benedizione degli animali, e la processione della statua per le vie della città. La seconda domenica si festeggia invece la Madonna del Rosario che dal 1875 è la Patrona di Aragona. In suo onore si svolge la degustazione del "Pani cunzatu", momenti religiosi e di fraternità, la Processione della statua per le vie della città, la "Sagra del cuddiruni aragonese" e i giochi pirotecnici.
Novembre: il 2 vengono ricordati i fedeli defunti, i caduti nelle guerre, i caduti di Nassirya e i caduti in miniera con un corteo fino al cimitero.
Dicembre: giorno 8 si festeggia l'Immacolata con la processione per le vie del paese. Dal 16 al 24 hanno invece luogo le Nannaredde (novene di Natale).

## Cultura

### Media

#### Televisione
- Teleacras[12]

### Cinema
Alla città di Aragona in minima parte è legato il film Il cammino della speranza, in cui si scorcia per poco più di un minuto una veduta panoramica del centro storico con il possente Palazzo dei Principi Naselli, e una parte dell'attuale cimitero. Inoltre ad Aragona sono state girate alcune parti del film Il giudice ragazzino sul magistrato assassinato dalla mafia Rosario Livatino. Tra il 1999 e il 2000 viene girato La memoire aux auluettes, film sulla miniera di Marcinelle. Nel 2009 Aragona torna sul set cinematografico con il lungometraggio Prove per una tragedia siciliana, di e con John Turturro (la cui nonna materna era aragonese) presentato alla 66ª edizione del Festival di Venezia.

### Cucina
La prima domenica dopo Pasqua ad Aragona si svolge la sagra del tagano. Il piatto che ad Aragona simboleggia la Pasqua è u taganu una pietanza a base di pasta, uova, tuma. Il nome deriva dal tegame in cui viene cucinato nel pomeriggio del Sabato Santo per essere consumato il Lunedì dell'Angelo.
Cotto in forno almeno per due ore si può mangiare freddo o caldo. Il piatto si può gustare accompagnato da vino novello bianco.
Un altro piatto tipico della cucina aragonese è la 'mbriulata o imbriulata, che consiste in un impasto di pasta di pane salato arrotolato, farcito al suo interno da vari ingredienti: olive, cipolla e tritato di maiale condito con olio d'oliva, sale e pepe.

## Geografia antropica

### Frazioni
Al 15º censimento generale della popolazione e delle abitazioni dell'ISTAT (2011), il territorio di Aragona risulta così suddiviso:
| Nome                        | Tipologia                           | Abitanti | Altitudine | Coordinate                  |
| --------------------------- | ----------------------------------- | -------- | ---------- | --------------------------- |
| Aragona                     | centro abitato / capoluogo comunale | 8 779    | 400        | 37°24′26.58″N 13°37′08.2″E  |
| Stazione di Aragona-Caldare | centro abitato                      | 263      | 334        | 37°22′53.39″N 13°38′13.19″E |
| Ranciditi                   | nucleo abitato                      | 53       | 330        | 37°23′03.08″N 13°37′40.65″E |
| -                           | Case sparse                         | 398      | -          | -                           |
| totale                      | 2 centri abitati + 1 nucleo abitato | 9 493    | 117/600    |                             |

## Economia
È presente la miniera per l'estrazione di zolfo solfara Mandra, oggi inattiva.
Il territorio del comune è compreso nella zona di produzione del Pistacchio di Raffadali D.O.P..

## Infrastrutture e trasporti

### Ferrovie
- Stazione di Aragona Caldare

### Strade
- Strada statale 189 della Valle del Platani

## Amministrazione
Di seguito è presentata una tabella relativa alle amministrazioni che si sono succedute in questo comune.
| Periodo          | Periodo          | Primo cittadino           | Partito                                                     | Carica  | Note   |
| ---------------- | ---------------- | ------------------------- | ----------------------------------------------------------- | ------- | ------ |
| 12 dicembre 1986 | 28 luglio 1989   | Vincenzo Di Giacomo       | Democrazia Cristiana                                        | Sindaco | [ 16 ] |
| 28 luglio 1989   | 7 maggio 1992    | Vincenzo Di Giacomo       | Democrazia Cristiana                                        | Sindaco | [ 16 ] |
| 3 luglio 1992    | 4 marzo 1993     | Vincenzo Di Giacomo       | Democrazia Cristiana                                        | Sindaco | [ 16 ] |
| 4 marzo 1993     | 25 novembre 1993 | Girolamo Giovanni Lattuca | Democrazia Cristiana                                        | Sindaco | [ 16 ] |
| 25 novembre 1993 | 15 dicembre 1997 | Alfonso Tedesco           | Movimento La Rete e lista civica                            | Sindaco | [ 16 ] |
| 15 dicembre 1997 | 28 maggio 2002   | Biagio Raimondo Bellanca  | Partiti vari da Alleanza Nazionale a Rifondazione comunista | Sindaco | [ 16 ] |
| 28 maggio 2002   | 29 maggio 2007   | Biagio Raimondo Bellanca  | centro-destra                                               | Sindaco | [ 16 ] |
| 1º giugno 2007   | 8 maggio 2012    | Alfonso Tedesco           | centro-sinistra                                             | Sindaco | [ 16 ] |
| 8 maggio 2012    | 14 giugno 2017   | Salvatore Parello         | lista civica                                                | Sindaco | [ 16 ] |
| 14 giugno 2017   | 15 giugno 2022   | Giuseppe Pendolino        | lista civica                                                | Sindaco | [ 16 ] |
| 15 giugno 2022   | in carica        | Giuseppe Pendolino        | lista civica - Italia Viva                                  | Sindaco | [ 16 ] |

### Gemellaggi
- La Louvière, dal 2010

### Altre informazioni amministrative
Il comune di Aragona fa parte delle seguenti organizzazioni sovracomunali: regione agraria n.3 (Colline del Platani).